# شهر-شهرستان واحد

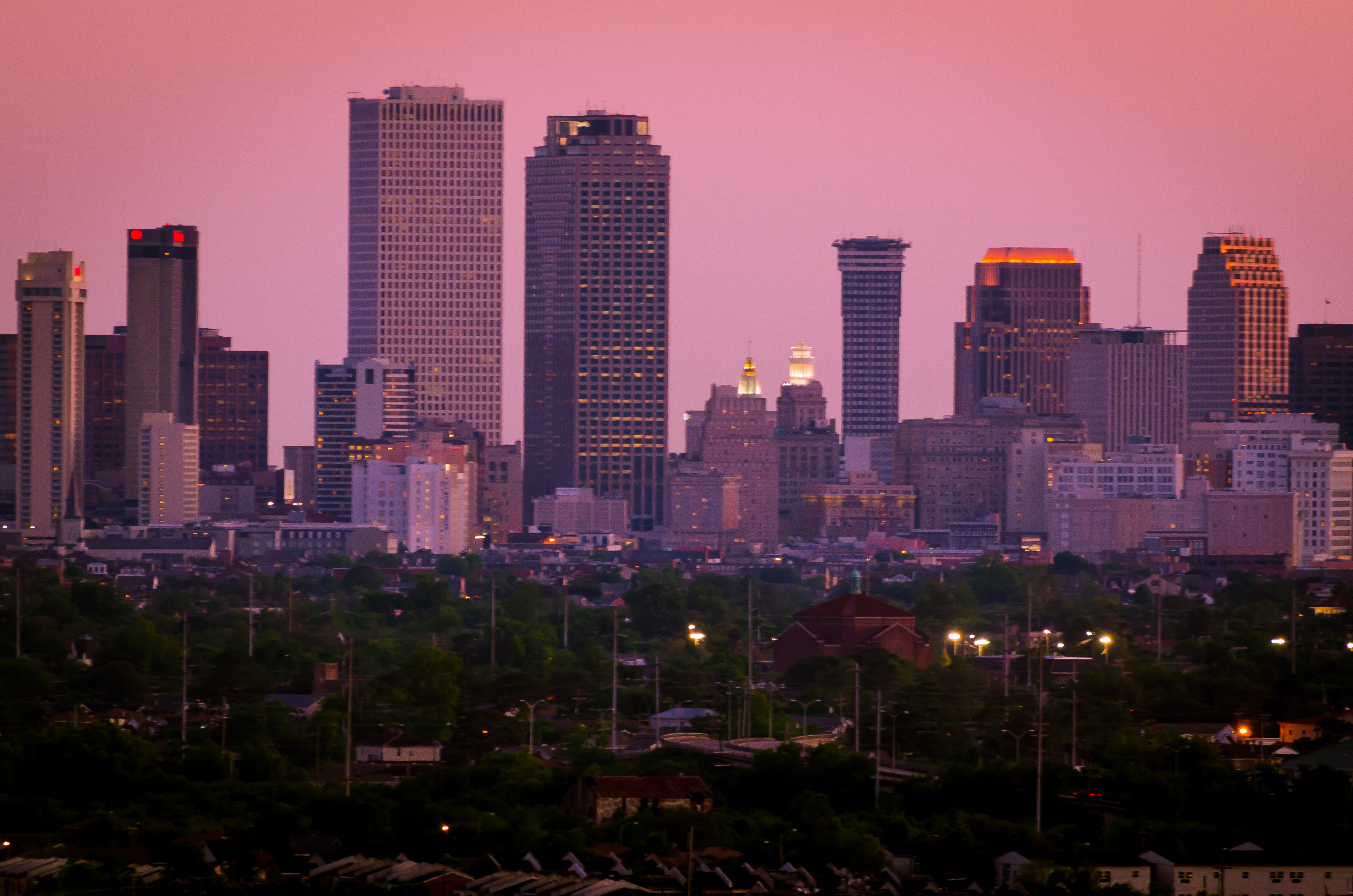
تصویری نمادین از یک شهر-شهرستان واحد

در حکومت‌های محلی ایالات متحده آمریکا یک شهر-شهرستان واحد شهر و شهرستانی است که به صورت یک حوزه واحد ادغام شده‌اند. بدین ترتیب این نهاد به‌طور همزمان هم یک شهر است که شرکت شهردار دارد، و هم یک شهرستان است که از بخش‌های اداری یک ایالت است. از اختیارات و وظایف هر دو نوع موجودیت برخوردار است.
بدون لحاظ کردن هاوایی، که شهر مستقل ندارد، ایالت‌های غرب میانه آمریکا و جنوب علیا دارای بیشترین تمرکز حکومت‌های شهر-شهرستان واحد در آمریکا هستند، از جمله ایندیاناپلیس; نشویل، تنسی; لوییویل، کنتاکی; کانزاس‌سیتی، کانزاس; و لکسینگتون، کنتاکی. در حال حاضر بزرگترین شهر-شهرستان واحد در آمریکا بر حسب جمعیت فیلادلفیا است، در حالی که از نظر مساحت سیتکا، آلاسکا است.
در لوئیزیانا به شهر-شهرستان‌های واحد حکومت‌های سیتی-پریش واحد گفته می‌شود. شهر-پریش نیواورلئان یک نمونه است.